# Parlamento do Egito
O Parlamento do Egito era o mais alto órgão legislativo do país até sua dissolução, em 2011. Era um parlamento bicameral composto pelo Conselho Shura (câmara alta) e a Assembleia do Povo (câmara baixa); e tinha a função de votar leis relativas às mais variadas áreas de atuação política no Egito. Foi dissolvido em 11 de fevereiro de 2011 sucedendo à queda do presidente Hosni Mubarak diante da Revolução Egípcia.

## Composição[2]

### Conselho Shura
O Conselho Shura era a câmara alta, equivalente ao Senado em alguns países, sendo também chamado "Conselho Consultativo". Foi criado em 1980 através de uma emenda constitucional e era composto por 264 membros, 174 eleitos diretamente e 88 apontados pelo presidente.

### Assembleia do Povo
A Assembleia do Povo foi estabelecida em 1971 juntamente com a Constituição. Possui 454 membros (deputados), sendo 444 eleitos diretamente e os 10 restantes apontados pelo presidente. A Constituição assegura 50% das cadeiras da Assembleia a serem ocupadas por "operários e fazendeiros".